# Campeonato Europeu de Ginástica Artística de 2018
O 32º Campeonato Europeu de Ginástica Artística Masculina e Feminina Sênior aconteceu de 2 a 5 de agosto de 2018 na SSE Hydro em Glasgow, Escócia, Reino Unido.

## Medalhistas
| Evento           | Ouro                                                                                        | Prata                                                                                       | Bronze                                                                     |
| Masculino        |                                                                                             |                                                                                             |                                                                            |
| Equipes          | RUS David Belyavskiy Artur Dalaloyan Nikolai Kuksenkov Dmitriy Lankin Nikita Nagornyy       | GBR Joe Fraser James Hall Max Whitlock Courtney Tulloch Dominick Cunningham                 | FRA Cyril Tommasone Julien Gobaux Axel Augis Loris Frasca Edgar Boulet     |
| Solo             | GBR Dominick Cunningham                                                                     | ISR Artem Dolgopyat                                                                         | RUS Artur Dalaloyan                                                        |
| Cavalo com alças | IRL Rhys McClenaghan                                                                        | CRO Robert Seligman SLO Saso Bertoncelj                                                     | nenhum                                                                     |
| Argolas          | GRE Eleftherios Petrounias                                                                  | TUR Ibrahim Çolak                                                                           | GBR Courtney Tulloch                                                       |
| Salto            | RUS Artur Dalaloyan                                                                         | UKR Igor Radivilov                                                                          | RUS Dmitriy Lankin                                                         |
| Barras paralelas | RUS Artur Dalaloyan                                                                         | RUS David Belyavskiy                                                                        | SUI Oliver Hegi                                                            |
| Barra Fixa       | SUI Oliver Hegi                                                                             | SUI Epke Zonderland                                                                         | HUN Dávid Vecsernyés                                                       |
| Feminino         |                                                                                             |                                                                                             |                                                                            |
| Equioes          | RUS Lilia Akhaimova Irina Alexeeva Angelina Melnikova Uliana Perebinosova Angelina Simakova | FRA Juliette Bossu Marine Boyer Lorette Charpy Melanie de Jesus dos Santos Coline Devillard | NED Céline van Gener Vera van Pol Naomi Visser Tisha Volleman Sanne Wevers |
| Salto            | HUN Boglárka Dévai                                                                          | RUS Angelina Melnikova                                                                      | ROU Denisa Golgota                                                         |
| Barras paralelas | BEL Nina Derwael                                                                            | SWE Jonna Adlerteg                                                                          | RUS Angelina Melnikova                                                     |
| Trave            | NED Sanne Wevers                                                                            | BEL Nina Derwael                                                                            | FRA Marine Boyer                                                           |
| Solo             | FRA Melanie de Jesus dos Santos                                                             | ROU Denisa Golgota                                                                          | NED Axelle Klinckaert                                                      |

## Quadro de medalhas

### Masculino
| Ordem | País          | Medalha de ouro | Medalha de prata | Medalha de bronze |   |
| ----- | ------------- | --------------- | ---------------- | ----------------- | - |
| 1     | Rússia        | 3               | 1                | 2                 | 6 |
| 2     | Grã-Bretanha  | 1               | 1                | 1                 | 3 |
| 3     | Suíça         | 1               |                  | 1                 | 2 |
| 4     | Grécia        | 1               |                  |                   | 1 |
| 4     | Irlanda       | 1               |                  |                   | 1 |
| 6     | Croácia       |                 | 1                |                   | 1 |
| 6     | Israel        |                 | 1                |                   | 1 |
| 6     | Países Baixos |                 | 1                |                   | 1 |
| 6     | Eslovénia     |                 | 1                |                   | 1 |
| 6     | Turquia       |                 | 1                |                   | 1 |
| 6     | Ucrânia       |                 | 1                |                   | 1 |
| 12    | França        |                 |                  | 1                 | 1 |
| 12    | Hungria       |                 |                  | 1                 | 1 |

### Feminino
| Ordem | País          | Medalha de ouro | Medalha de prata | Medalha de bronze |   |
| ----- | ------------- | --------------- | ---------------- | ----------------- | - |
| 1     | Rússia        | 1               | 1                | 1                 | 3 |
| 1     | França        | 1               | 1                | 1                 | 3 |
| 1     | Bélgica       | 1               | 1                | 1                 | 3 |
| 4     | Países Baixos | 1               |                  | 1                 | 2 |
| 5     | Hungria       | 1               |                  |                   | 1 |
| 6     | Roménia       |                 | 1                | 1                 | 2 |
| 7     | Suécia        |                 | 1                |                   | 1 |